# Onychoplax limbatella
Onychoplax limbatella és una espècie d'insecte pertanyent a la família dels pèrlids i l'única del gènere Onychoplax.

## Distribució geogràfica
Hom creu que viu a Sud-amèrica.